# Machaerirhynchus flaviventer
Machaerirhynchus flaviventer là một loài chim trong họ Machaerirhynchidae, được tìm thấy ở New Guinea. Nó cũng được tìm thấy ở Bán đảo Cape York ở cực Bắc Queensland, Australia. Môi trường sống tự nhiên của nó chủ yếu là các vùng cận nhiệt đới hoặc nhiệt đới, đặc biệt là các khu rừng ẩm. 